# Brodersby, Schleswig-Flensburg
Brodersby là một đô thị thuộc huyện Schleswig-Flensburg, bang Schleswig-Holstein, Đức.